# Nikolái Kózyrev
Nikolái Aleksándrovich Kózyrev (en ruso: Никола́й Алекса́ндрович Ко́зырев); 20 de agostojul./ 2 de septiembre de 1908greg. – 27 de febrero de 1983) fue un astrónomo y astrofísico ruso de la etapa soviética, conocido principalmente por haber sido el descubridor en 1958 de un fenómeno transitorio indicio de actividad volcánica en la Luna.

## Biografía
Kózyrev nació en San Petersburgo. En 1928 se había graduado en la Universidad Estatal de San Petersburgo, y en 1931 comenzó a trabajar en el Observatorio de Pulkovo, situado al sur de la ciudad.
A pesar de ser considerado uno de los astrofísicos más prometedores de Rusia, Kózyrev fue víctima de las purgas de Stalin: detenido en noviembre de 1936, se le condenó a 10 años de reclusión acusado de actividades contrarrevolucionarias. En enero de 1941, recibió otra condena de 10 años por "propaganda hostil". Mientras que estuvo encarcelado, se le permitió trabajar en empleos relacionados con la ingeniería. Sin embargo, gracias a la presión ejercida por sus colegas, fue liberado en diciembre de 1946. Como resultado de su encarcelamiento, sería posteriormente mencionado en el libro Archipiélago Gulag del Premio Nobel de Literatura Alexander Solzhenitsyn.
Durante su encarcelamiento, Kózyrev intentó seguir trabajando en física teórica pura. Había considerado el problema de la fuente de energía de las estrellas y formuló una teoría al respecto. Pero en su aislamiento, no tuvo información sobre el descubrimiento de la energía atómica. Después de su liberación, se negó a aceptar la teoría de que la energía de las estrellas proviene de la fusión nuclear.
Kozyrev era un pensador audaz, y fue respetado por prominentes científicos de su época (como Arkady Kuzmin, Vasily Moroz y Iosef Shklovsky), aunque su obra fue a menudo de una naturaleza muy dudosa. Entre estas teorías cuestionables estaba la afirmación de que los casquetes polares de Marte eran formaciones de nubes puramente atmosféricas, en lugar de terreno cubierto de hielo.

## Publicaciones
El logro que lo hizo más conocido fue el descubrimiento de fenómenos lunares transitorios en el cráter Alphonsus. En 1958 observó una zona de color blanco en el cráter, y un análisis espectrográfico de esta zona reveló una nube de emisión con partículas de carbono. Ya se habían registrado fenómenos lunares transitorios tiempo atrás, en lo que parecían ser emisiones temporales sobre la superficie lunar. El descubrimiento de Kozyrev fue la primera observación de esta clase que pareció confirmar que la luna era volcánicamente activa.
En 1953, Kózyrev intentó analizar el fenómeno de la luces Ashen, un resplandor nocturno en la atmósfera de Venus cuya existencia sigue siendo polémica. También hizo las primeras observaciones del espectro visible y ultravioleta de Venus. Su cálculo del balance térmico de Venus refutó la teoría muy extendida entonces de que las nubes de Venus consistían en polvo. Kózyrev argumentó que la energía absorbida en la atmósfera superior crea tormentas a gran altura, pero que la superficie de Venus permanece tenuemente iluminada. Este trabajo influyó en posteriores teorías sobre Venus, y el Premio Nobel Harold Urey le dedicó un artículo al análisis de sus implicaciones.
Debido a sus experimentos y publicaciones (Mecánica causal/Teoría del tiempo) se convirtió en una figura polémica en la comunidad científica rusa. En la década de 1930, Kozyrev era considerado el más prometedor nuevo astrofísico en Rusia, pero su detención y largo encarcelamiento destruyó su carrera durante lo que es generalmente el período más creativo de la vida de un científico. Aislado de todas las noticias y publicaciones, reflexionó sobre la fuente de calor interno en estrellas y planetas, pero no estaba enterado de los descubrimientos realizados en mecánica cuántica y energía atómica. Después de su liberación, luchó para recuperar su lugar en la ciencia, pero sus propias teorías habían quedado obsoletas respecto a la física actual de aquel momento.
La disputa sobre la teoría de la mecánica causal de Kózyrev, alcanzó el diario  Pravda en 1959, con críticas de algunos de los principales físicos de la Unión Soviética, incluyendo a Ígor Tam. En enero de 1960, la Academia Soviética de Ciencias y la Oficina de Ciencias Físico-Matemáticas nombró una Comisión para resolver la controversia. Nueve hombres fueron asignados para investigar la teoría, la evidencia experimental, y el caso especial de la asimetría planetaria, que para Kózyrev era la evidencia de la existencia de un "efecto de la latitud" debido a un girocompás gravitacional. Las conclusiones fueron:
1. La teoría no se basa en axiomas aceptados y claramente formulados, sus conclusiones no están desarrolladas suficientemente por métodos estrictos lógicos o matemáticos.
2. La calidad y exactitud de los experimentos de laboratorio realizados no permiten obtener conclusiones específicas sobre la naturaleza del efecto.
3. La forma asimétrica de los principales planetas buscada midiendo sus fotografías, no se encontró en Saturno. Para Júpiter se llegó a la conclusión de que la asimetría aparente es el resultado de la disposición asimétrica de las bandas de su superficie, pero no es el resultado de una asimetría geométrica del planeta. [véase: obras escogidas de]

## Honores
En septiembre de 1969, la Academia Internacional de Astronáutica (IAA, París, Francia) premió nominalmente a Kózyrev "por sus notables observaciones telescópicas y espectrales de fenómenos luminiscentes en la Luna, demostrando que el satélite sigue siendo un cuerpo activo, y por estimular el desarrollo internacional de métodos de investigación de la luminiscencia."
En diciembre de 1969, la Comisión Estatal de Asuntos de Investigación e Invenciones del Consejo de Ministros de la
URSS, otorgó a Kózyrev un diploma "por el descubrimiento de la actividad tectónica de la luna."

## Eponimia
Los siguientes elementos astronómicos llevan su nombre:
- El asteroide (2536) Kozyrev.
- El cráter Kozyrev en la Luna.

## Publicaciones
- N.A.Kozyrev, Sobe el brillo nocturno de Venus, noticias del Krymskoi Astrofizicheskoi Observatorii, Vol. 12
- N.A.Kozyrev, Absorción molecular en la parte violeta del espectro de Venus Krymskoi Astrofizicheskoi Observatorii, Vol. 12
- N.A.Kozyrev, Trabajos seleccionados, publicado por la Universidad del Estado de Leningrado, 1991. 488 p.
- N.A.Kozyrev, V.V.Nasonov, Algunas características del tiempo, descubiertas por observaciones astronómicas, en Problemy Vselennoi Issledovaniya, 1980, (en ruso)
- N.A.Kozyrev, Posibilidad de estudio experimental de las propiedades del tiempo, Pulkovo, septiembre de 1967 (Texto disponible Archivado el 25 de junio de 2014 en Wayback Machine.)
- N.A.Kozyrev, Fuentes de energía estelar y la Teoría de la constitución interna de las estrellas, en:  Progress in Physics, 2005, v.3, 61-99

## Espejo de Kózyrev
Un espejo de Kózyrev es un dispositivo de aluminio (a veces de vidrio o de algún material reflectante como un espejo) con su superficie en forma de espiral, que, introducido por Vlail Kaznacheev y supuestamente basado en las teorías de Kózyrev, son capaces de enfocar diferentes tipos de radiación electromagnética, incluyendo los tipos de radiación provenientes de seres vivos. Los espejos de Kózyrev fueron utilizados en experimentos relacionados con la percepción extrasensorial, realizados en el Instituto de Medicina Experimental de Siberia, División de la Academia Rusa de Ciencias. Una serie de personas, colocadas en el interior de espirales cilíndricas (generalmente, con una vuelta y media hacia la derecha, fabricados con aluminio pulido) causantes de las sensaciones psicofísicas anómalas supuestamente experimentados, que fueron registradas en las actas de los experimentos de investigación.

## Publicaciones referentes a los trabajos de Kózyrev
- Margerison Dr. T., Causal Mechanics - The Russian Scientific Dispute, New Scientists, London, Nov 26, 1959
- Akimov, A.E., Shipov, G. I., Torsion fields and their experimental manifestations, 1996 (html available)
- Mishin, Alexander M., The Ether Model as Result of the New Empirical Conception, International Academy of MegaSciences, St. Petersburg, Russia (html available)
- Levich, A.P., A Substantial Interpretation of N.A. Kozyrev’s Conception of Time. Singapore, New Jersey, London, Hong Kong: World Scientific, 1996, p. 1-42.
- A.E.Akimov, G.U.Kovalchuk, V.G.Medvedev, V.K.Oleinik, A.F.Pugach, The preliminary results of astronomical observations of the sky with N.A.Kozyrev's method, Chief astronomical observatory of Ukraine Acad.of Sciences, Kiev, 1992
- Ostrander, S. and Schroeder, L., Psychic Discoveries Behind the Iron Curtain, Prentice-Hall, Inc., Englewood Cliffs, N.J., 1970.
- Hellmann, A., Aspekte der Zeit- und Äthertheorie, 2006, ( Archivado el 15 de agosto de 2016 en Wayback Machine.)
- Lavrentiev, M.M., Yeganova, I.A., Lutset, M.K. & Fominykh, S.F. (1990). On distant influence of stars on resistor. Doklady Physical Sciences. 314 (2). 368-370.
- Lavrentiev, M.M., Gusev, V.A., Yeganova, I.A., Lutset, M.K. & Fominykh, S.F. (1990). On the registration of true Sun position. Doklady Physical Sciences. 315 (2), 368-370.
- Lavrentiev, M.M., Yeganova, I.A., Lutset, M.K. & Fominykh, S.F. (1991) On the registration of substance respond to external irreversible process. Doklady Physical Sciences. 317 (3), 635-639.
- Lavrentiev, M.M., Yeganova, I.A., Medvedev, V.G., Oleynik, V.K. & Fominykh, S.F. (1992). On the scanning of star sky by Kozyrev’s detecting unit. Doklady Physical Sciences. 323 (4), 649-652.
- Levich, A.P. (1995). Generating Flows and a Substantional Model of Space-Time. Gravitation and Cosmology. 1 (3), 237-242.
- Wilcock, David. (2011). The Source Field Investigations